# 圧縮 (関数解析学)
数学の関数解析学の分野において、あるヒルベルト空間からある部分空間 K への線型作用素 T の圧縮（あっしゅく、英: compression）とは、次の作用素のことを言う。
{\displaystyle P_{K}T\vert _{K}:K\rightarrow K.}
ここで {\displaystyle P_{K}:H\rightarrow K} は K の上への直交射影である。これは全体のヒルベルト空間上のある作用素から、K 上のある作用素を得るために自然に用いられる。K が T についての不変部分空間であるなら、T の K への圧縮は k を Tk へ写す制限 K→K である。
より一般に、ヒルベルト空間 {\displaystyle H} 上のある線型作用素 T と、{\displaystyle H} の部分空間 {\displaystyle W} 上のある等長作用素 V に対して、T の {\displaystyle W} への圧縮は次のように定義される。
{\displaystyle T_{W}=V^{*}TV:W\rightarrow W.}
ここで {\displaystyle V^{*}} は V の共役作用素である。T が自己共役作用素であるなら、圧縮 {\displaystyle T_{W}} もまた自己共役作用素である。V が恒等作用素 {\displaystyle I:W->H} で置き換えられるとき、{\displaystyle V^{*}=I^{*}=P_{K}:H->W} となり、上述の特殊な定義が得られる。